# 对角线大道

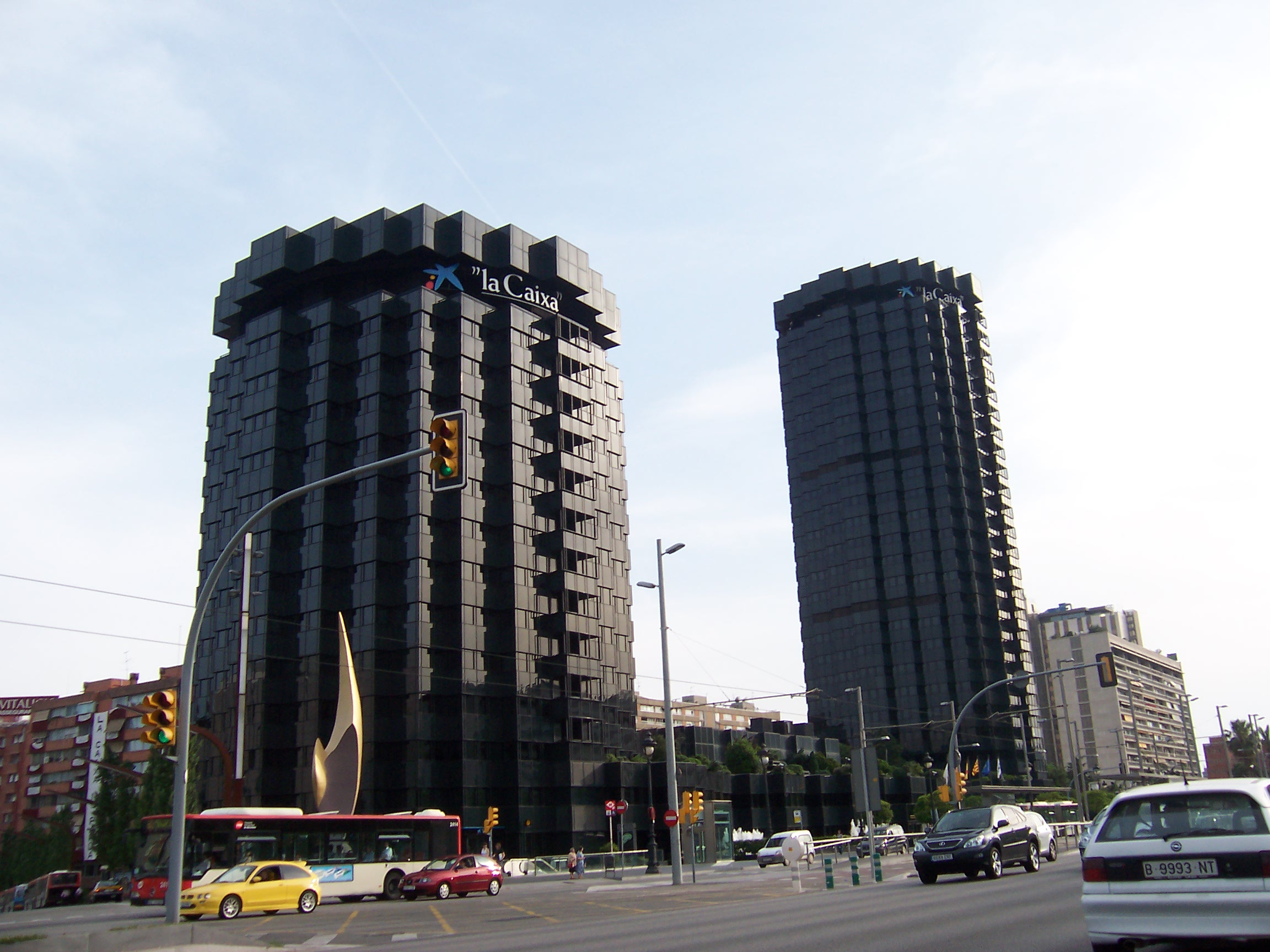
对角线大道的La Caixa银行总部

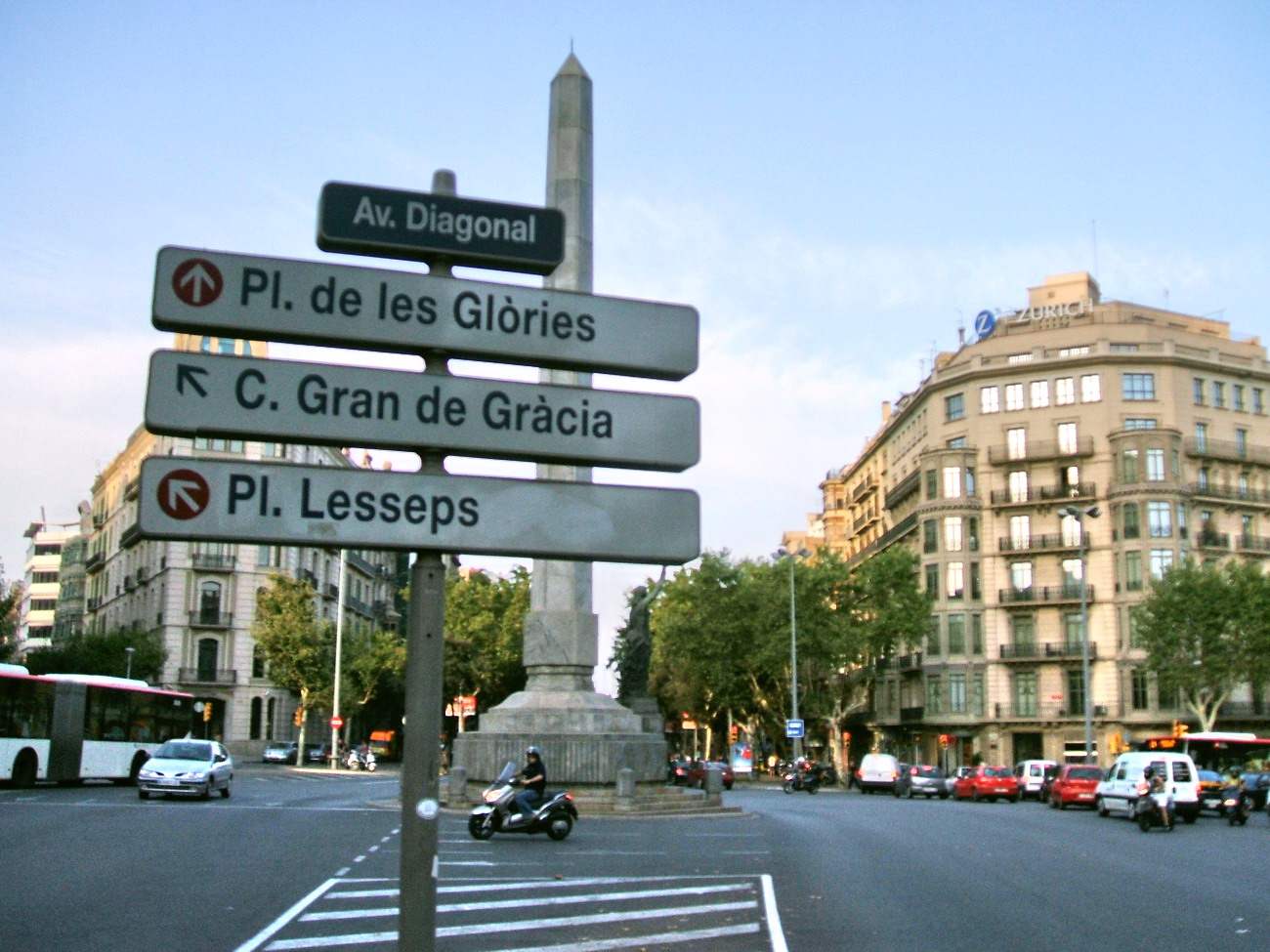
对角线大道与格拉西亚大道路口

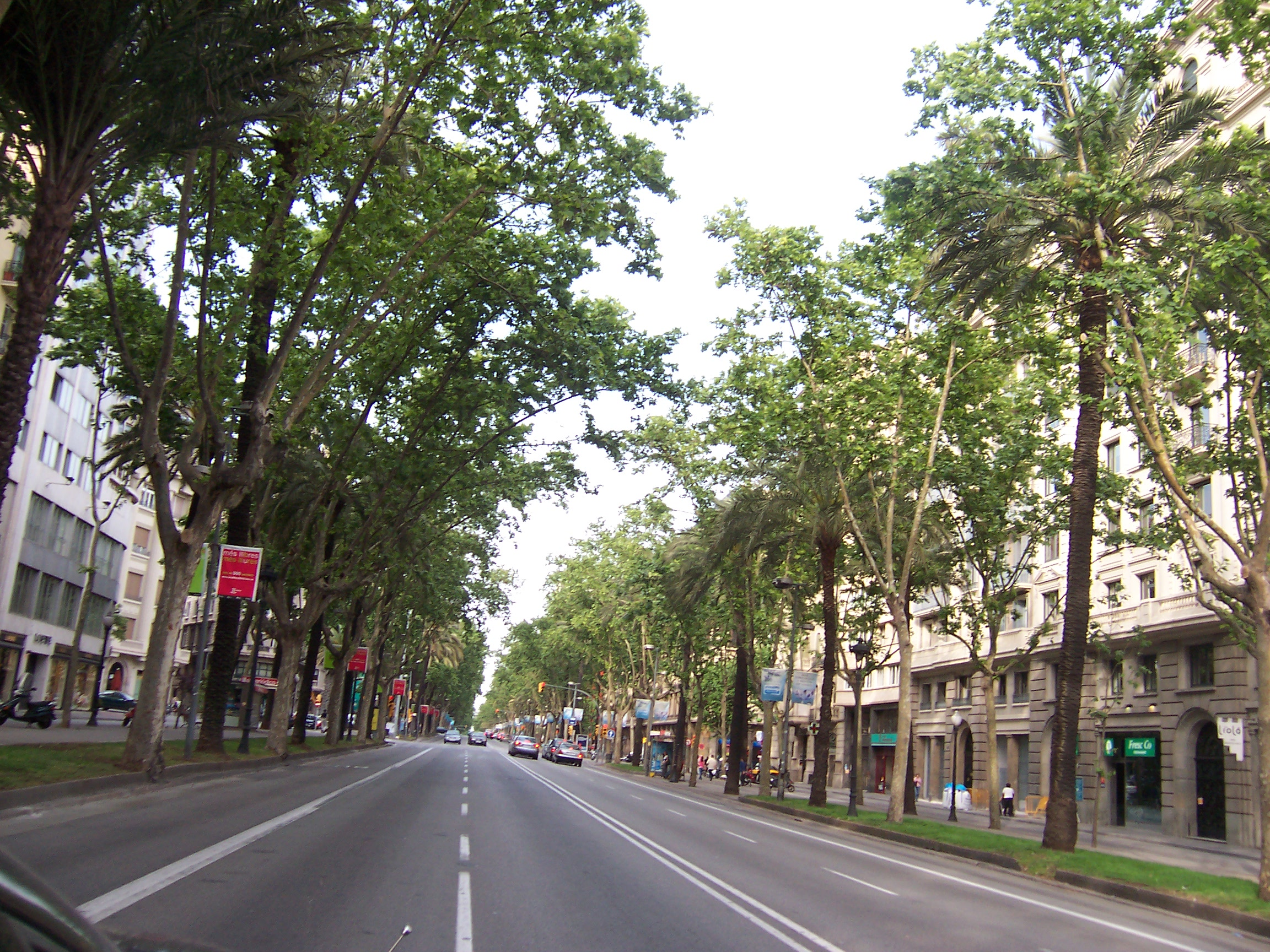
对角线大道购物区

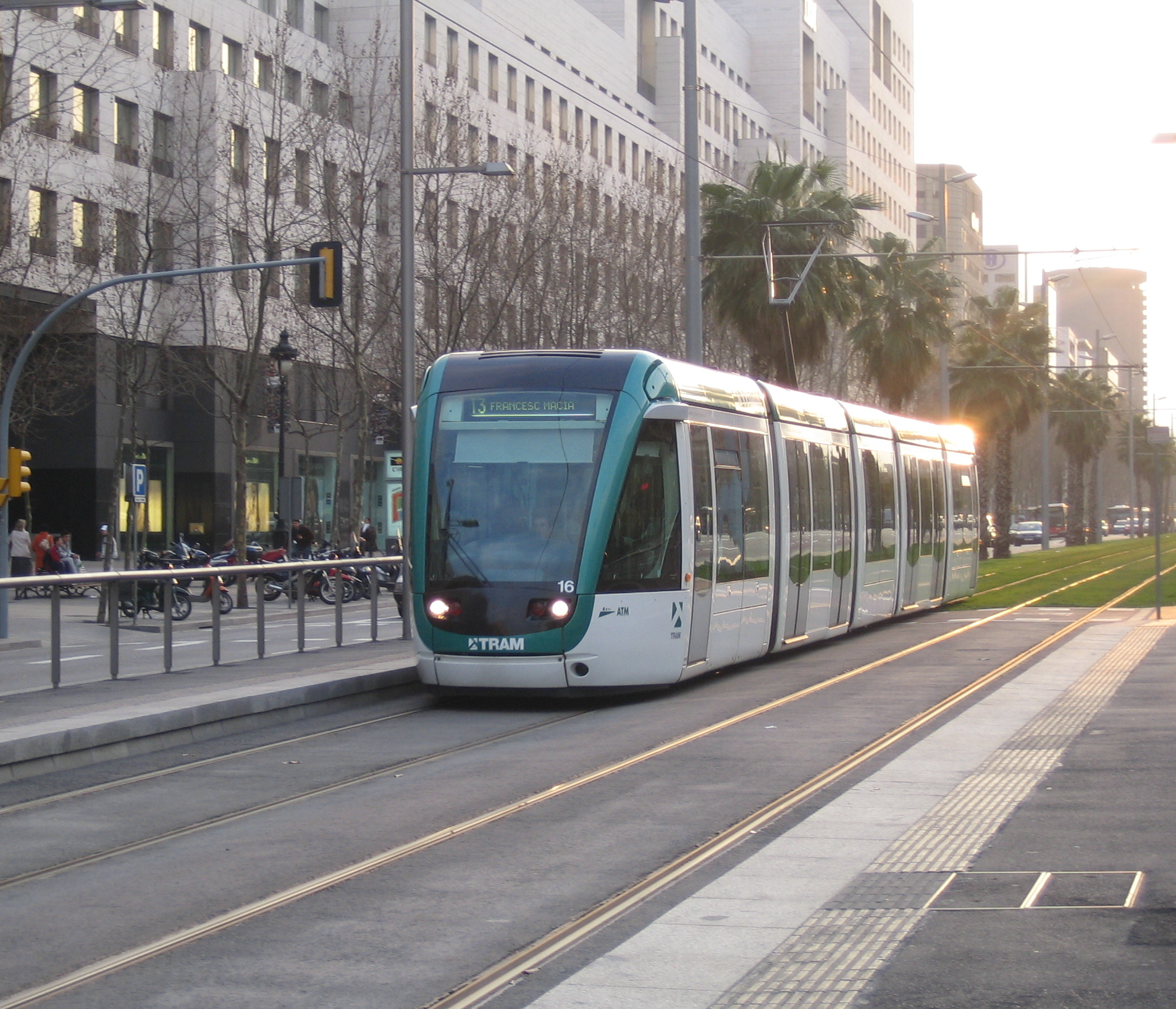
轻轨电车

对角线大道（Avinguda Diagonal）是西班牙巴塞罗那的一条重要街道。它宽约50米，长约11公里，从东到西将城市切割为两部分，因而得名。

## 位置
对角线大道的规划出自城市规划师塞尔达之手，这条宽阔的大道和子午线大道（Meridiana）是用来削减扩展区（Eixample）理性主义的网格设计。两条大道交汇于加泰罗尼亚荣耀广场（Plaça de les Glòries Catalanes），塞尔达设想为新的市中心。但是，最终加泰罗尼亚广场因占据优势的区位，而成为中心。

## 历史
所谓的塞尔达计划没有完全成功地转变巴塞罗那的城市现实，因为它最终只有部分获得批准。对角线大道的建设是其中变为现实的部分，1859年，伊莎贝拉二世下诏允许修筑这条大道。
对角线大道中段完成后，从弗朗切斯克马西亚广场（Plaça de Francesc Macià）到荣耀广场，很快成为巴塞罗那最热门的大道，贵族和资产者展示车辆的理想地点。1920年代，当时的君主阿方索十三世在此新建王宫。 

## 建筑
- 佩德拉尔韦斯王宫（Palau Reial de Pedralbes）（1921年）；
- 阿格巴塔 - 让·努维尔设计，加泰罗尼亚荣耀广场（2005年）。

## 教育
在对角线大道分布有巴塞罗那大学的几个学院和加泰罗尼亚理工大学（Universitat Politècnica de Catalunya），俗称大学区（Zona Universitària）。 
巴塞罗那大学的以下学院位于大街上： 
- 生物系（对角线大道645号）
- 商学院（对角线大道696号）
- 经济系（对角线大道690号）
- 法律系（对角线大道684号）
- 物理系（对角线大道647号）

## 交通
沿着该大道分布有许多地铁车站：
- 大学区站（Zona Universitària）   3号线
- 王宫站（Palau Reial） 3号线
- 玛丽亚克里斯蒂娜站（Maria Cristina） 3号线
- 对角线站（Diagonal） 3号线、5号线 - 在格拉西亚大道.
- 普罗旺斯站（Provença） 6号线、7号线 - 普罗旺斯街（Carrer Provença），衔接对角线站（Diagonal）
- 贝达格尔站（Verdaguer） 4号线、5号线
- 荣耀站（Glòries） 1号线 - 加泰罗尼亚荣耀广场（Plaça de les Glòries Catalanes）
- Selva de Mar站 4号线
- El Maresme Fòrum站 4号线